# 3620 Platonov
A 3620 Platonov (ideiglenes jelöléssel 1981 RU2) a Naprendszer kisbolygóövében található aszteroida. Ljudmila Georgijevna Karacskina fedezte fel 1981. szeptember 7-én.